# Perduda a Irlanda
Perduda a Irlanda (títol original en alemay, Sprachlos in Irland) és un telefilm alemany del 2021 dirigit per Florian Gärtner. El guió va ser escrit per Beatrice Meier i es basa en una idea de Melanie Bukowski i Bianca Ritz. En el paper principal, Andrea Sawatzki interpreta una dona que va d'intercanvi lingüístic a Irlanda i hi reorganitza la seva vida. La pel·lícula es va estrenar el setembre de 2021 al Festival de Cinema Alemany. Es va estrenar a la televisió el 7 de gener de 2022 al canal Das Erste. S'ha doblat al valencià per a À Punt.